# Marie-Claude Bompard
Pour les articles homonymes, voir Bompard.
Marie-Claude Bompard, née Pelletier le 13 octobre 1954, est une femme politique française.
Militante aux côtés de son mari, Jacques Bompard, au Front national (FN), au Mouvement pour la France (MPF) puis à la Ligue du Sud (LS), elle est conseillère générale puis départementale de Vaucluse de 2004 à 2021 et maire de Bollène de 2008 à 2020.
Aux élections législatives de 2024, elle est candidate à la députation dans la quatrième circonscription de Vaucluse, dans laquelle elle se présente précédemment en 1993.

## Vie privée et familiale
Elle est l'épouse de Jacques Bompard, maire d'Orange (Vaucluse), dont elle partage le militantisme politique. Le couple a cinq enfants, dont Guillaume et Yann, tous deux engagés en politique dans le Vaucluse.

## Parcours politique

### Parcours au Front national
Lors des élections européennes de 1999, elle figure en 16e position sur la liste de Jean-Marie Le Pen.
Figurant en 5e place sur la liste Front national qui obtient quatre élus aux élections régionales de 1998, elle entre au conseil régional de Provence-Alpes-Côte d'Azur en 2002 à la suite de la démission de son mari, élu conseiller général dans le canton d'Orange-Ouest à la faveur d’une élection partielle.
Elle se porte candidate aux élections régionales de 2004 en Provence-Alpes-Côte d'Azur sur la liste FN conduite par Guy Macary, au titre de la section départementale de Vaucluse.

### Passage au Mouvement pour la France
En décembre 2005, elle quitte le FN en même temps que son mari et rallie le Mouvement pour la France (MPF).
Elle est candidate, en deuxième position, sur la liste Libertas (au nom du MPF) pour la circonscription Sud-Est aux élections européennes de 2009.

### Fondation de la Ligue du Sud
En mars 2010, elle fonde avec Jacques Bompard la Ligue du Sud.
Elle conduit la liste de Ligue du Sud aux élections sénatoriales de 2014 dans le Vaucluse, où elle obtient 8,48 % des suffrages, se classant en 5e position sur les 10 listes candidates. Elle ne bénéficie pas du soutien du Front national, qui présente sa propre liste.

### Maire de Bollène
Elle est d'abord élue conseillère municipale d'opposition à Bollène (Vaucluse) en 2001. La liste qu'elle menait, « Bollène Espoir », a recueilli 34,30 % des voix au premier tour et 46,89 % des voix au second tour.
Le 16 mars 2008, sa liste l’emporte au second tour des élections municipales à Bollène avec 48 % des suffrages dans le cadre d'une triangulaire où elle était opposée au maire sortant socialiste, Marc Serein (44 %) et à l'UMP (8 %). Elle est ensuite élue maire par le nouveau conseil municipal.
Arguant de ses convictions religieuses, elle refuse, en août 2013, de marier deux femmes et de déléguer la célébration de cette union à un adjoint. Le 9 août, l'association Mousse des « Justiciers LGBT » se constitue partie civile contre Marie-Claude Bompard et la fait citer devant le tribunal correctionnel « du fait de son refus de marier un couple homosexuel et de sa déclaration indiquant qu’elle ne marierait aucun couple homosexuel en sa qualité d’officier d’état civil ». La Cour a déclaré la citation directe « irrecevable » et a condamné l'association à 3 000 € d'amende pour procédure abusive.
Le 30 mars 2014, la liste qu'elle conduit l'emporte au second tour avec 55,4 % des suffrages face à la liste socialiste conduite par Jean-Pierre Lambertin, après avoir frôlé l'élection au premier tour avec 49,3 % des voix. Elle est réélue maire le 5 avril suivant.
Lors des élections municipales de 2020, sa liste arrive en tête du premier tour, mais est talonnée par celle du candidat divers gauche Anthony Zilio (44,74 % contre 44,67 %). En vue du second tour, la liste communiste conduite par Daniel Barrière (10,6 %) se retire afin de faire battre Marie-Claude Bompard. Elle est ainsi battue avec 48,2 % des suffrages contre 51,8 % pour Anthony Zilio.
Comme en 2014, elle échoue à se faire élire sénatrice dans le Vaucluse lors des élections sénatoriales de 2020.

### Conseillère départementale de Vaucluse
En 2004, elle est élue conseillère générale de Vaucluse dans le canton d'Orange-Est (55,4 % au second tour). Elle est réélue en 2011, également au second tour, avec 55,9 % des suffrages exprimés.
Lors des élections de 2015, obtenant 57,8 % des voix au second tour, elle est élue conseillère départementale dans le canton de Bollène avec Xavier Fruleux, après avoir bénéficié du retrait du binôme de candidats du Front national.
Candidate à sa réélection lors des élections départementales de 2021, en binôme avec Christian Vinsonneau, elle est éliminée dès le premier tour avec 22,3 % des suffrages. Le second tour voit l'élection de Christine Lanthelme et Anthony Zilio ; ce dernier l'avait battue à la mairie de Bollène l'année précédente.

## Ouvrages
- L'Arme alimentaire. Réponse à l'assassinat prémédité du monde rural, éditions du Cerce (non daté), 63 p.
- Racket sur l'écologie et le culte de l'environnement, éditions Barthélémy, 1991, 217 p.
- Voyage autour de la femme, d'Ève à Benazir (avec Jacques Bompard), éditions Barthélémy, 1996, 190 p.